# Diecezja Pereiry
Diecezja Pereiry (łac. Dioecesis Pereiranus, hisz. Diócesis de Pereira) – rzymskokatolicka diecezja w Kolumbii. Biskupi Pereiry są sufraganami arcybiskupów Manizales.

## Historia
17 grudnia 1952 decyzją papieża Piusa XII, wyrażonej w bulli Leguntur saepissime, erygowana została diecezja Pereira. Do tej pory tereny nowego biskupstwa wchodziły w skład diecezji Manizales (obecnie archidiecezja Manizales) oraz zlikwidowanej prefektury apostolskiej Chocó.

Mapa diecezji

## Biskupi
- Baltasar Alvarez Restrepo (1952 - 1976)
- Darío Castrillón Hoyos (1976 - 1992)
- Fabio Suescún Mutis (1993 - 2001)
- Tulio Duque Gutiérrez SDS (2001 - 2011)
- Rigoberto Corredor Bermúdez (2011 - 2024)
- Nelson Jair Cardona Ramírez (od 2024)

## Bibliografia

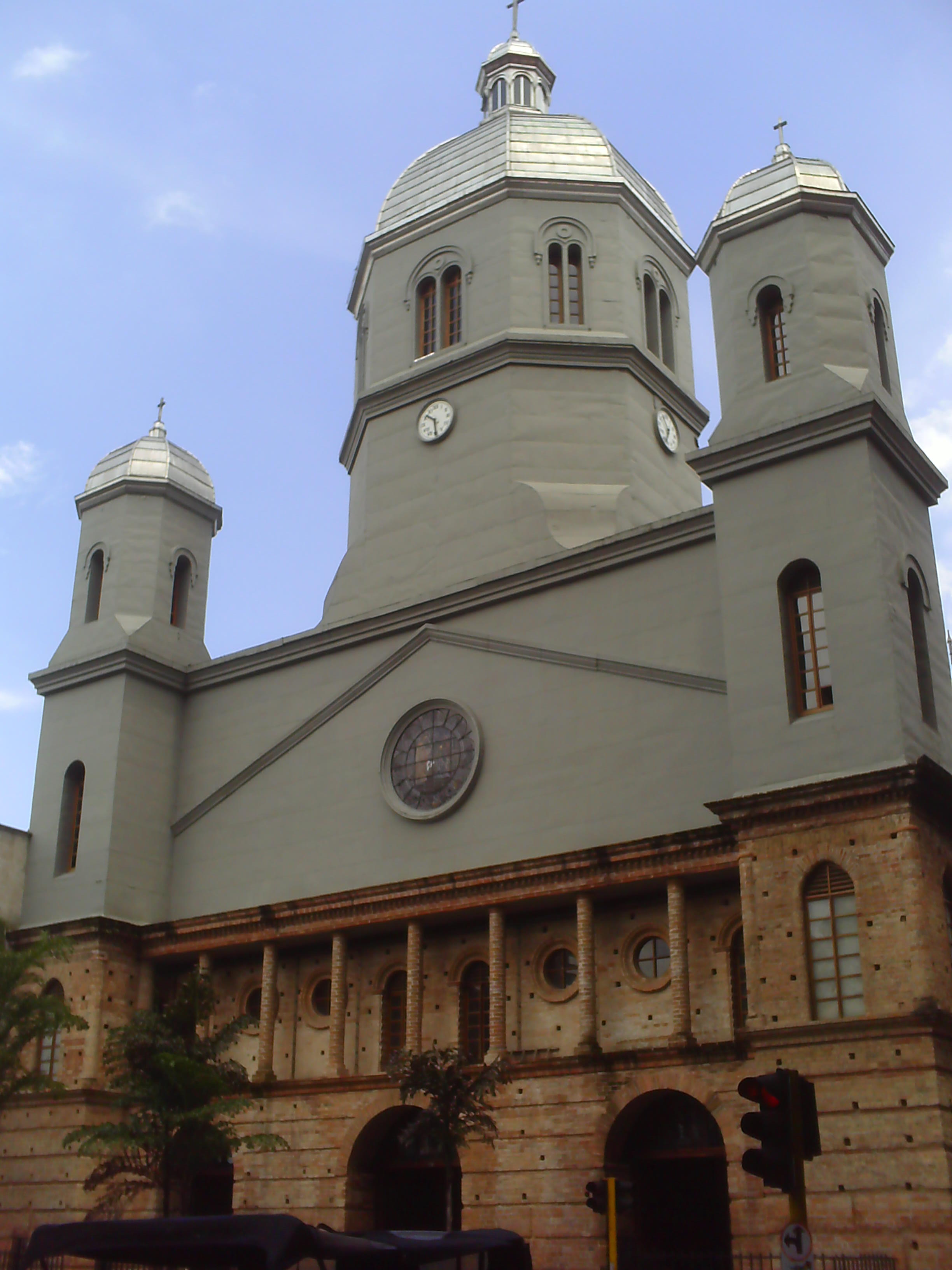
Katedra w Pereira